# Duke of Marmalade
Duke of Marmalade (2004-2021) est un cheval de course irlandais, entrainé par Aidan O'Brien pour l'écurie Coolmore. En 2008, il remporte cinq groupe 1 consécutifs et se voit sacré Cheval d'âge de l'année en Europe.

## Carrière
Élevé en Irlande par Southern Bloodstock, une antenne du consortium Coolmore, Duke of Marmalade débute à l'été de ses 2 ans, s'impose lors de sa deuxième tentative, puis échoue de peu dans les Vintage Stakes, un groupe 2 anglais disputé à Goodwood. On ne le reverra plus cette année-là : juste après Goodwood, le poulain se blesse sérieusement au paturon et doit subir une opération. De retour à 3 ans, il rentre directement dans les 2000 Guinées, où après 9 mois sans courir il obtient une honorable quatrième place. Mais il ne monte pas sur cette rentrée et ne peut faire mieux dans les 2000 Guinées irlandaises, gagné comme celles de Newmarket par Cockney Rebel. Dans les St. James's Palace Stakes, ce dernier se blesse et doit mettre un terme à sa carrière. La voie est libre pour ses rivaux, et Duke of Marmalade prend une bonne deuxième place, à une encolure d'Excellent Art. Il affronte pour la première fois les chevaux d'âge dans les International Stakes, mais sans succès, avant de bien terminer sa saison par deux podiums dans les Irish Champion Stakes et les Queen Elizabeth II Stakes.  
À 3 ans, Duke of Marmalade n'aura gagné aucune course, mais pris plusieurs accessits au plus haut niveau. Tout change en 2008 : âgé de 4 ans, Duke of Marmalade semble enfin parvenu à maturité, il n'est plus gêné par une petite vis de métal posée lors de sa blessure dont une petite intervention chirurgicale le débarrasse durant l'hiver, et semble s'entendre à merveille avec celui qui devient son unique partenaire, Johnny Murtagh. Le duo apparaît à Longchamp dans le Prix Ganay, où il s'impose. Et là, il semble irrésistible. Chaque mois, un nouveau groupe 1 tombe dans son escarcelle : la Tattersalls Gold Cup, les Prince of Wales's Stakes, les King George VI & Queen Elizabeth Stakes, et les International Stakes (disputées exceptionnellement à Newmarket en raison d'intempéries à York), où il remporte aisément le match qui l'opposait au Derby-winner New Approach, troisième. Une folle série qui devrait le conduire naturellement au statut de favori du Prix de l'Arc de Triomphe... sauf que cette année-là une pouliche de 3 ans française défraie la chronique : invaincue en sept courses, Zarkava est éblouissante et emporte les suffrages, d'autant que Duke of Marmalade passe pour redouter le terrain souple. Finalement, il n'y aura pas match. Duke of Marmalade assiste de loin au triomphe de Zarkava, avant de conclure sa carrière par une tentative osée dans le Breeders' Cup Classic aux États-Unis, sur une surface, le dirt, où il n'a jamais posé le sabot. Malgré cette sortie de scène ratée, Duke of Marmalade reçoit logiquement le titre de cheval d'âge de l'année en Europe, et termine l'année avec le cinquième meilleur rating FIAH mondial, 127, derrière l'Américain Curlin et New Approach (130), Raven's Pass (129) et Zarkava (128).    

### Résumé de carrière
| Date         | Hippodrome   | Pays        | Course                                  | Statut      | Distance    | Jockey         | Place       | Écart       | Vainqueur ou deuxième |
| 2006, 2 ans  | 2006, 2 ans  | 2006, 2 ans | 2006, 2 ans                             | 2006, 2 ans | 2006, 2 ans | 2006, 2 ans    | 2006, 2 ans | 2006, 2 ans | 2006, 2 ans           |
| ------------ | ------------ | ----------- | --------------------------------------- | ----------- | ----------- | -------------- | ----------- | ----------- | --------------------- |
| 21 juin      | Leopardstown | Irlande     | Maiden                                  |             | 1 200 m     | S. Heffernan   | 2e / 12     | 1 ½         | Chanting              |
| 30 juin      | Curragh      | Irlande     | Maiden                                  |             | 1 400 m     | Kieren Fallon  | 1er / 14    | encolure    | Supposition           |
| 2 août       | Goodwood     | Royaume-Uni | Vintage Stakes                          | Gr. 2       | 1 400 m     | Michael Kinane | 2e / 10     | encolure    | Strategic Prince      |
| 2007, 3 ans  |              |             |                                         |             |             |                |             |             |                       |
| 5 mai        | Newmarket    | Royaume-Uni | 2000 Guineas                            | Gr. 1       | 1 600 m     | Michael Kinane | 4e / 24     | 2 ¼         | Cockney Rebel         |
| 26 mai       | Curragh      | Irlande     | Irish 2000 Guineas                      | Gr. 1       | 1 600 m     | S. Heffernan   | 4e / 12     | 2 ¼         | Cockney Rebel         |
| 19 juin      | Ascot        | Royaume-Uni | St. James's Palace Stakes               | Gr. 1       | 1 600 m     | Michael Kinane | 2e / 8      | encolure    | Excellent art         |
| 21 août      | York         | Royaume-Uni | International Stakes                    | Gr. 1       | 2 080 m     | Michael Kinane | 4e / 7      | 4 ¼         | Authorized            |
| 8 septembre  | Leopardstown | Irlande     | Irish Champion Stakes                   | Gr. 1       | 2 000 m     | S. Heffernan   | 2e / 6      | 1 ½         | Dylan Thomas          |
| 29 septembre | Ascot        | Royaume-Uni | Queen Elizabeth II Stakes               | Gr. 1       | 1 600 m     | Michael Kinane | 3e / 7      | 1           | Ramonti               |
| 2008, 4 ans  |              |             |                                         |             |             |                |             |             |                       |
| 27 avril     | Longchamp    | France      | Prix Ganay                              | Gr. 1       | 2 100 m     | Johnny Murtagh | 1er / 6     | 1/2         | Saddex                |
| 25 mai       | Curragh      | Irlande     | Tattersalls Gold Cup                    | Gr. 1       | 2 100 m     | Johnny Murtagh | 1er / 6     | 1 ¼         | Finceal Beo           |
| 18 juin      | Ascot        | Royaume-Uni | Prince of Wales's Stakes                | Gr. 1       | 2 000 m     | Johnny Murtagh | 1er / 12    | 4           | Phoenix Tower         |
| 26 juillet   | Ascot        | Royaume-Uni | King George VI & Queen Elizabeth Stakes | Gr. 1       | 2 400 m     | Johnny Murtagh | 1er / 8     | 1/2         | Papal Bull            |
| 23 août      | Newmarket    | Royaume-Uni | International Stakes                    | Gr. 1       | 2 080 m     | Johnny Murtagh | 1er / 9     | 3/4         | Phoenix Tower         |
| 5 octobre    | Longchamp    | France      | Prix de l'Arc de Triomphe               | Gr. 1       | 2 400 m     | Johnny Murtagh | 7e / 16     | 4           | Zarkava               |
| 25 octobre   | Santa Anita  | États-Unis  | Breeders' Cup Classic                   | Gr. 1       | 2 000 m     | Johnny Murtagh | 9e / 12     | 6 ¼         | Raven's Pass          |

## Au haras
Devenu étalon pour Coolmore, Duke of Marmalade fait la navette entre l'Irlande (à 40 000 € la saillie) et l'Australie. Sa production européenne est honorable, avec quatre vainqueurs de groupe 1 – Simple Verse (St Leger, British Champions Fillies' and Mares' Stakes, Stayer de l'année 2015 en Europe), Star of Seville (Prix de Diane), Nutan (Derby Allemand) et Big Orange (Gold Cup). Mais pas suffisante pour Coolmore qui, après avoir baissé son tarif à 12 500 € en 2013, le cède au haras sud-africain Drakenstein Stud l'année suivante. Exerçant à 100 000 Rands, il y réussit plutôt bien mais s'éteint prématurément le 5 novembre 2021.

## Origines
Duke of Marmalade appartient à la dernière génération de produits du chef de race Danehill, l'un des étalons les plus importants de la fin du XXe siècle. Sa mère, Love Me True, avait montré un peu de qualité en prenant la troisième place des Killavullan Stakes (Gr.3) à 2 ans, avant de servir l'année suivante de leader pour l'armada Coolmore dans les Oaks. Elle s'est révélée une formidable poulinière puisque, outre Duke of Marmalade, elle est la mère de :
- Ruler of The World (par Galileo) : Derby, Chester Vase (Gr.3), 2e Prix Niel, 3e Champion Stakes.
- Norway (par Galileo) : Kilternan Stakes (Gr.3), 2e Chester Vase, 3e Irish Derby, Great Voltigeur Stakes (Gr.2).
- Annus Mirabilis (par Montjeu) : 2e Adelaide Cup (Gr.2, AUS), 4e Sydney Cup (Gr.1).

Love Me True est une sœur de l'Américain Bite The Bullet (par Spectacular Bid), vainqueur des Sanford Stakes (Gr.2) et troisième de l'Arlington Futurity (Gr.1). Sa grand-mère est la très influente Lassie Dear, lauréate d'un groupe 3 et sœur de Gay Mecene (par Vaguely Noble), vainqueur d'un Grand Prix de Saint-Cloud), et Gallanta (par Nureyev), 2e d'un Prix Morny. Lassie Dear a donné, outre Lassie's Lady : 
- Wolfhound (par Nureyev) : Haydock Sprint Cup, Prix de la Forêt
- Al Mufti (par Roberto), 2e d'un groupe 1 en Afrique du Sud.
- Weekend Surprise (par Secretariat), excellente sur les pistes (multiple placée de groupe 1), et plus encore au haras où elle a donné : 
  - Summer Squall (par Storm Bird), vainqueur des Preakness Stakes et deuxième du Kentucky Derby.
  - A.P. Indy (par Seattle Slew) :  Hall of Famer et grand étalon
- Charming Lassie (par Seattle Slew), mère de : 
  - Lemon Drop Kid (par Kingmambo), lauréat des Futurity Stakes, des Belmont Stakes, des Travers Stakes et du Whitney Handicap.

### Pedigree
| Origines de Duke of Marmalade (IRE), mâle bai né en 2004 | Origines de Duke of Marmalade (IRE), mâle bai né en 2004 | Origines de Duke of Marmalade (IRE), mâle bai né en 2004 | Origines de Duke of Marmalade (IRE), mâle bai né en 2004 |
| -------------------------------------------------------- | -------------------------------------------------------- | -------------------------------------------------------- | -------------------------------------------------------- |
| Père Danehill                                            | Danzig                                                   | Northern Dancer                                          | Nearctic                                                 |
| Père Danehill                                            | Danzig                                                   | Northern Dancer                                          | Natalma                                                  |
| Père Danehill                                            | Danzig                                                   | Pas de Nom                                               | Admiral's Voyage                                         |
| Père Danehill                                            | Danzig                                                   | Pas de Nom                                               | Petitioner                                               |
| Père Danehill                                            | Razyana                                                  | His Majesty                                              | Ribot                                                    |
| Père Danehill                                            | Razyana                                                  | His Majesty                                              | Flower Bowl                                              |
| Père Danehill                                            | Razyana                                                  | Spring Adieu                                             | Buckpasser                                               |
| Père Danehill                                            | Razyana                                                  | Spring Adieu                                             | Natalma                                                  |
| Mère Love Me True                                        | Kingmambo                                                | Mr. Prospector                                           | Raise a Native                                           |
| Mère Love Me True                                        | Kingmambo                                                | Mr. Prospector                                           | Gold Digger                                              |
| Mère Love Me True                                        | Kingmambo                                                | Miesque                                                  | Nureyev                                                  |
| Mère Love Me True                                        | Kingmambo                                                | Miesque                                                  | Pasadoble                                                |
| Mère Love Me True                                        | Lassie's Lady                                            | Alydar                                                   | Raise a Native                                           |
| Mère Love Me True                                        | Lassie's Lady                                            | Alydar                                                   | Sweet Tooth                                              |
| Mère Love Me True                                        | Lassie's Lady                                            | Lassie Dear                                              | Buckpasser                                               |
| Mère Love Me True                                        | Lassie's Lady                                            | Lassie Dear                                              | Gay Missile (famille 3-l)                                |